# Ель-Гаміль – Ель-Тіна
Ель-Гаміль – Ель-Тіна – елемент єгипетської газотранспортної системи, який сполучає комплекс газопереробних заводів на захід від Порт-Саїду та важливий транспортний хаб у Ель-Тіні (на західній стороні Суецького каналу за два десятки кілометрів на південь від Порт-Саїду).
В 1996-му дещо західніше від Порт-Саїду почав роботу газопереробний завод Ель-Гаміль, видачу продукції якого спершу організували до Порт-Саїду через газопровід діаметром лише 350 мм. Втім, у наступні кілька років ГПЗ багаторазово збільшив свою потужність, крім того, в 2000-му за кілька кілометрів західніше почав роботу газопереробний завод Вест-Гарбор. Як наслідок, для транспортування їх продукції спорудили цілий ряд трубопроводів, що переважно прямували на схід.
Зокрема, в 1999-му проклали короткий – лише 42 км, але потужний – діаметр 1050 мм – трубопровід до Ель-Тіни, де почав формуватись газовий хаб. Звідси ресурс міг передаватись до газопроводів Ель-Тіна – Ель-Аріш (1999, мав за мету подати ресурс на Сінай та на експорт) та Ель-Тіна – Міт-Нама (2001, прямує до каїрської агломерації).
В 2005-му поряд із двома попередніми почав роботу газопереробний завод United Gas Derivatives Company, що приймає від них ресурс та після більш глибокого вилучення гомологів метану видає товарний газ до газотранспортної системи.
В 2009-му ввели в дію ще одну перемичку з діаметром 1050 мм від Ель-Гаміль до Ель-Тіни, що надало можливість забезпечити ресурсом другу нитку трубопроводу на Сінай (2011) та підсилену північну частину газотранспортного коридору на Суец.
Враховуючи, що через Ель-Тіну проходять початкові ділянки газопроводів до Ойун-Муси (діаметр 600 мм), Суецу та Айн-Сохни (400 мм та 600 мм відповідно), всього між районом Порт-Саїда та Ель-Тіною проклали не менше 5 ниток.
З 2019-го поданий до Ель-Тіни ресурс може передаватись і до трубопроводу Ель-Тіна – Нова Столиця, який також прямує до каїрської агломерації. На той час в район Порт-Саїду на новий газопереробний завод почала надходити продукція із гігантського офшорного родовища Зогр, яке невдовзі вже забезпечувало біля 40% видобутку в країні. А на початку 2020-х почались поставки природного газу з Ізраїлю для подальшого експорту через єгипетські заводи зі зрідження, при цьому фізично ресурс надходить до Ель-Тіни по реверсованому трубопроводу від Ель-Аріш.